# The Exorcist: Believer
The Exorcist: Believer (bra: O Exorcista - O Devoto; prt: O Exorcista: Crente) é um filme norte-americano dirigido por David Gordon Green e escrito por Peter Sattler e Green de uma história por Scott Teems, Danny McBride e Green. É a sexta parcela da franquia The Exorcist e serve como sequência direta de The Exorcist (1973). O filme é estrelado por Leslie Odom Jr., Ann Dowd, Jennifer Nettles, Norbert Leo Butz, Lidya Jewett, Olivia Marcum e Ellen Burstyn.
Originalmente planejado para ser um reboot em agosto de 2020, foi mudado em uma sequência direta e continuação do filme original em dezembro de 2020. Jason Blum atuou como produtor, ao lado de David C. e James G. Robinson em associação com os produtores executivos Green e McBride. A Universal Pictures colaborou com a Peacock para adquirir os direitos de distribuição em junho de 2021 por 400 milhões de dólares, com a intenção de lançar uma nova trilogia de filmes The Exorcist. A fotografia principal ocorreu entre novembro de 2022 e março de 2023.
The Exorcist: Believer foi lançado em 6 de outubro de 2023. Arrecadou 137 milhões de dólares de bilheteria e recebeu críticas negativas. Após a má recepção do filme, uma trilogia planejada foi descartada no ano seguinte, com a franquia sendo reiniciada.

## Sinopse
Os pais de meninas possuídas por demônios, desesperados por ajuda, vão em busca de alguém que teve experiências semelhantes, Chris MacNeil.

## Elenco
- Leslie Odom Jr. como Victor Fielding[9]
- Lidya Jewett como Angela Fielding[9]
- Olivia O’Neill como Katherine[9]
- Jennifer Nettles como Miranda[10]
- Norbert Leo Butz como Tony[10]
- Ann Dowd como Ann[10]
- Ellen Burstyn como Chris MacNeil[11]
- Okwui Okpokwasili como Dra. Beehibe[10]
- Raphael Sbarge como Don Revans[10]
- Danny McCarthy como Stuart[10]
- E. J. Bonilla como Padre Maddox[12]
- Tracey Graves como Sorenne Fielding[10]
- Lize Johnston como Lamashtu[13]

Além disso, Linda Blair reprisa seu papel como Regan MacNeil.

## Produção

### Desenvolvimento
Em agosto de 2020, foi relatado que o Morgan Creek Productions estaria produzindo uma nova parcela da franquia The Exorcist, como um reboot. Uma janela provisória de lançamento nos cinemas para 2021 foi planejada pelo estúdio. Ben Pearson, da Slash Film, observou que o estúdio havia declarado anteriormente que "nunca tentaria refazer The Exorcist", mas que também obteria as "bênçãos dos criadores originais de seus títulos da sua biblioteca antes de seguir em frente com novas entradas".
Em dezembro de 2020, foi esclarecido que o projeto em desenvolvimento seria uma sequência direta e continuação do filme original, com David Gordon Green em negociações iniciais para atuar como diretor. Jason Blum, David Robinson e James Robinson servem como produtores. Em julho de 2021, foi relatado que uma trilogia de sequências estava em desenvolvimento simultaneamente com Green contratado para dirigir a primeira das novas parcelas, a partir de um roteiro que ele co-escreveu com Peter Sattler, de uma história original que ele co-escreveu com Scott Teems e Danny McBride. Green, McBride, Couper Samuelson e Stephanie Allain atuam como produtores executivos. Antes de adquirir os direitos da série da Morgan Creek Productions, a equipe de roteiristas e Blum passaram o início de 2020 planejando a história na plataforma de videotelefonias Zoom.
Os projetos são produções de joint venture entre a Blumhouse Productions e o Morgan Creek Productions com a distribuição da Universal Pictures. A Universal colaborou com o Peacock para comprar os direitos de distribuição por 400 milhões de dólares. As partes dois e três da trilogia foram escolhidas como potenciais filmes exclusivos do Peacock. Em outubro de 2021, Green expressou sua intenção de dirigir os três filmes, com os esboços do roteiro concluídos para os dois últimos filmes que ele co-escreveu com Sattler.

### Escolha do elenco
Ellen Burstyn reprisa seu papel como Chris MacNeil do filme original, com Leslie Odom Jr. co-estrelando como um pai que rastreia Chris para ajudar sua filha possuída. Ann Dowd, Lidya Jewett, Olivia Marcum e Okwui Okpokwasili também foram escaladas. Raphael Sbarge se juntou ao elenco como pastor. Jennifer Nettles tem um "papel-chave" no filme.

### Filmagens
No início de 2022, Burstyn afirmou que havia concluído a produção de seu papel no filme. Embora Green tenha declarado anteriormente que começaria a trabalhar na sequência após concluir Halloween Ends (2022), devido à idade da atriz e os riscos da pandemia de COVID-19, a equipe de produção trabalhou com Burstyn para garantir que eles tivessem sua parte concluída para o filme.
Com um orçamento de produção de US$ 30 milhões, a fotografia principal começou em novembro de 2022, em Atlanta e Savannah, Geórgia. Burstyn retornou para refilmagens naquele mês. Em meados de dezembro, a produção foi encerrada mais cedo para as férias, depois que Leslie Odom Jr. teve um "problema de saúde não especificado". As filmagens terminaram no início de março de 2023.

## Lançamento
The Exorcist: Believer foi lançado pela Universal Pictures em 6 de outubro de 2023. Anteriormente, estava programado para 13 de outubro, antes de ser adiado uma semana antes para evitar competição com o filme-concerto Taylor Swift: The Eras Tour. O filme foi lançado nas plataformas digitais em 24 de outubro de 2023.
Em Portugal e no Brasil, seu lançamento ocorreu nos dias 5 e 12 de outubro, respectivamente.

## Recepção

### Bilheteria
The Exorcist: Believer arrecadou US$ 65,5 milhões nos Estados Unidos e Canadá, e US$ 71,4 milhões em outros territórios, totalizando US$ 137 milhões em todo o mundo.

### Resposta da crítica
De maneira geral, The Exorcist: Believer foi avaliado com críticas desfavoráveis tanto pelo público quanto pela parte especializada. No site agregador de críticas Rotten Tomatoes, 22% das 250 resenhas dos críticos são positivas, com uma classificação média de 4,4/10. O consenso do site diz: "The Exorcist: Believer ganha pontos por tentar levar a franquia de volta às suas raízes aterrorizantes, mas a falta de novas ideias - e sustos - torna este um começo desfavorável para uma nova trilogia planejada."
O Metacritic, que usa uma média ponderada, atribuiu ao filme uma pontuação de 39 em 100, baseado em 54 críticos, indicando críticas "geralmente desfavoráveis". No Brasil, sites como o Omelete, classificaram o filme como Regular. Em termos numéricos, o Guariento Portal classificou o longa em 4.5/10.0, dizendo que "ao longo de 121 minutos de duração, David Gordon Green faz de O Exorcista: O Devoto uma péssima sequência legado. É o famoso filme que poderia ter sido, mas nunca foi, especialmente no roteiro, seu buraco negro, mesmo com uma boa maquiagem e atuação do núcleo principal."

## Futuro
Em julho de 2021, duas sequências foram confirmadas em desenvolvimento com a mesma equipe criativa de Green, McBride, Sattler e Teems. A primeira dessas sequências, The Exorcist: Deceiver, estava programada para ser lançada nos cinemas em 18 de abril de 2025. Após a má recepção de Believer, fontes do The Hollywood Reporter alegaram que haveria algum grau de repensação criativa para os próximos filmes, com Green expressando dúvidas sobre sua participação. Em janeiro de 2024, Green deixou a direção de Deceiver e o filme foi removido da programação de lançamento logo depois. Em maio de 2024, Mike Flanagan estava em negociações para escrever, dirigir e produzir o próximo filme Exorcist. Ele foi confirmado para dirigir um novo filme Exorcist no final daquele mês, enquanto também foi revelado que The Exorcist: Deceiver e a trilogia planejada foram oficialmente canceladas com a franquia sendo reiniciada. O filme está previsto para ser lançado em 13 de março de 2026.